# 2016 w polityce

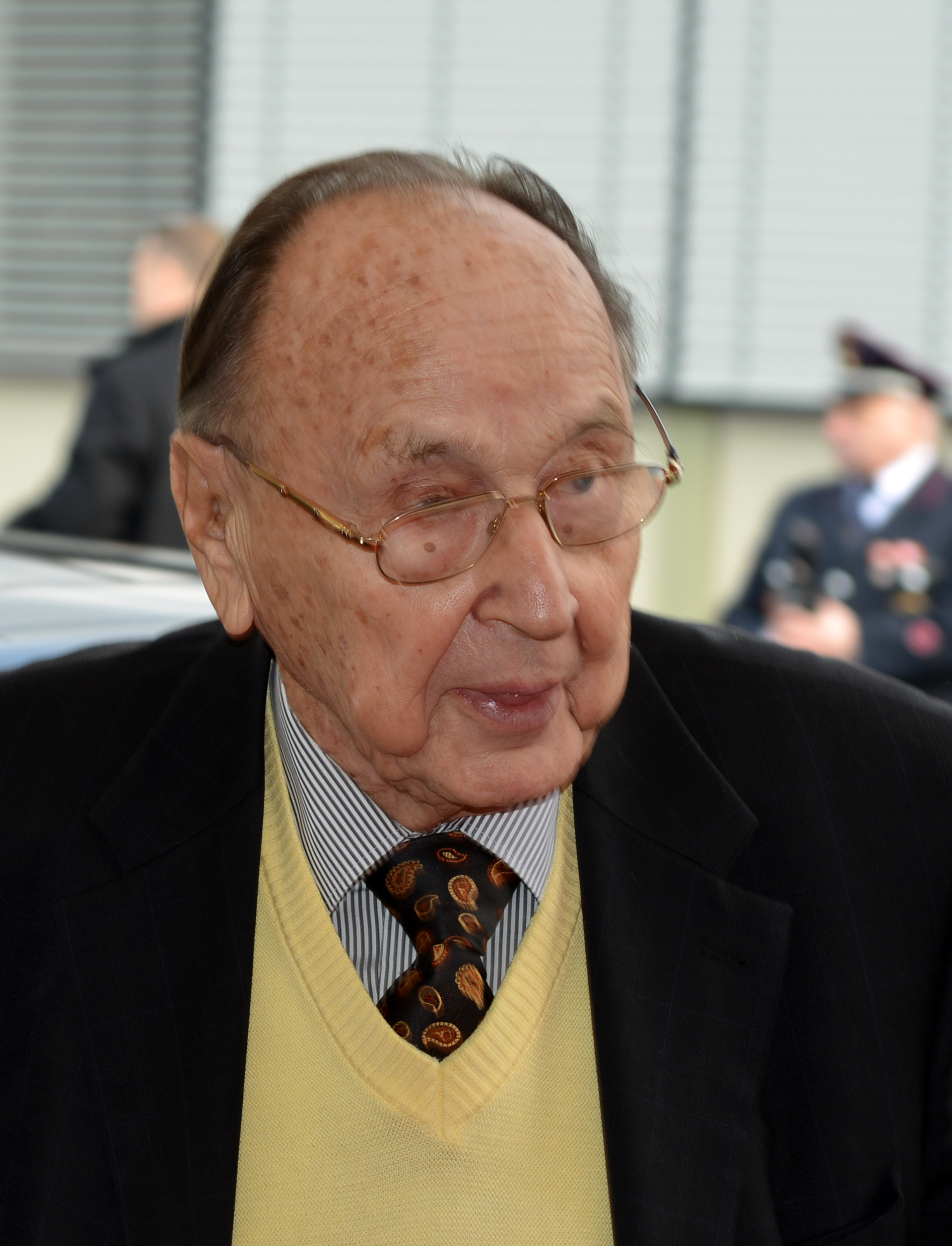
Hans-Dietrich Genscher (2014)

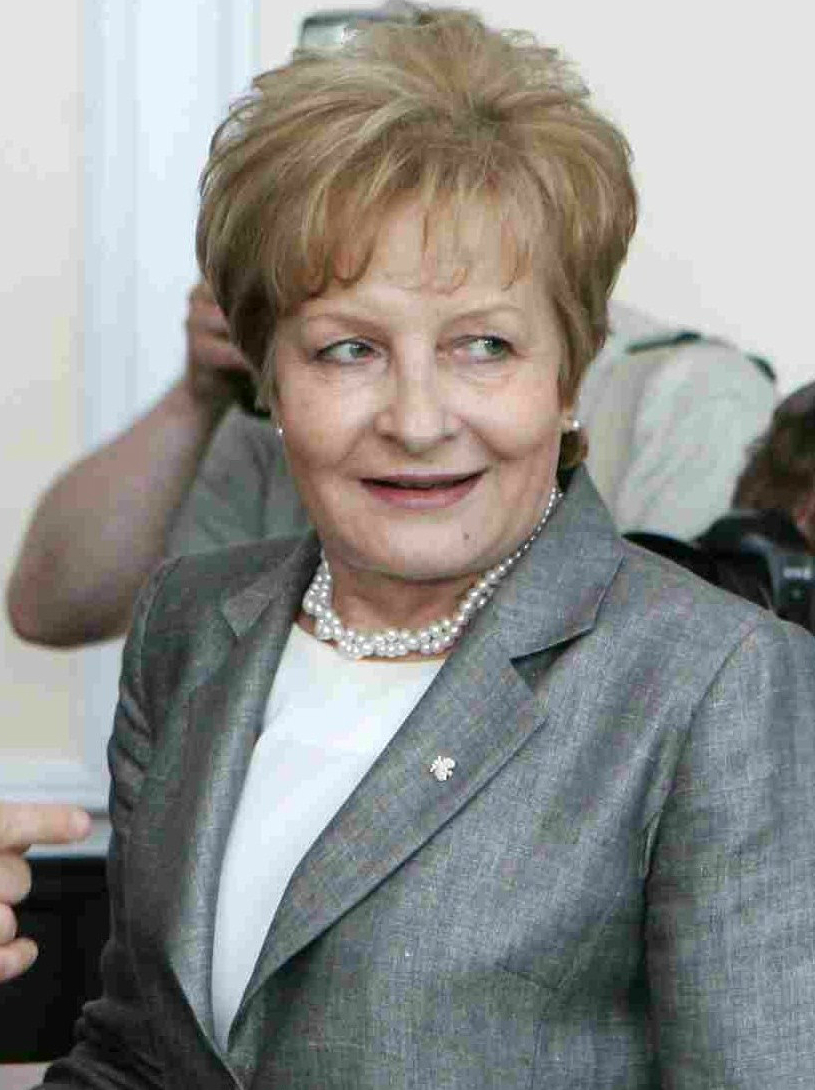
Zyta Gilowska (2007)

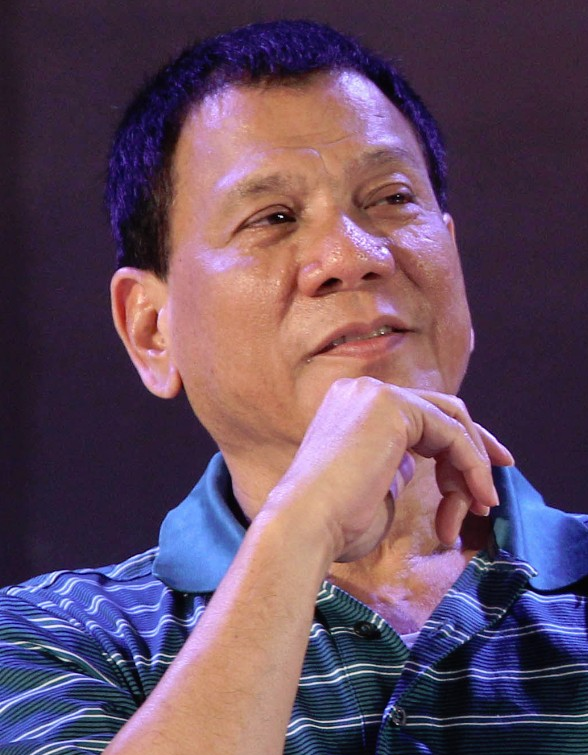
Rodrigo Duterte (2013)

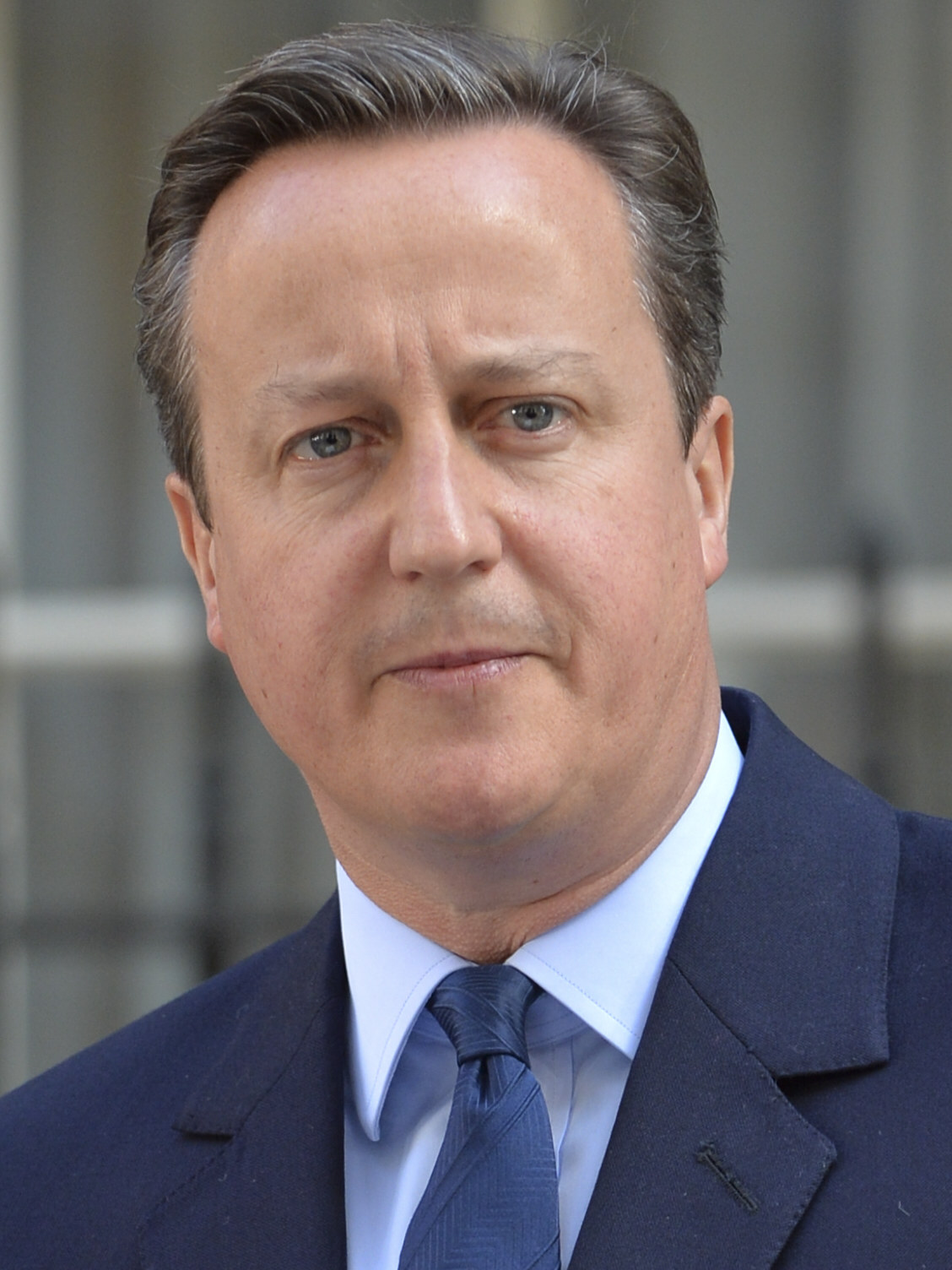
David Cameron

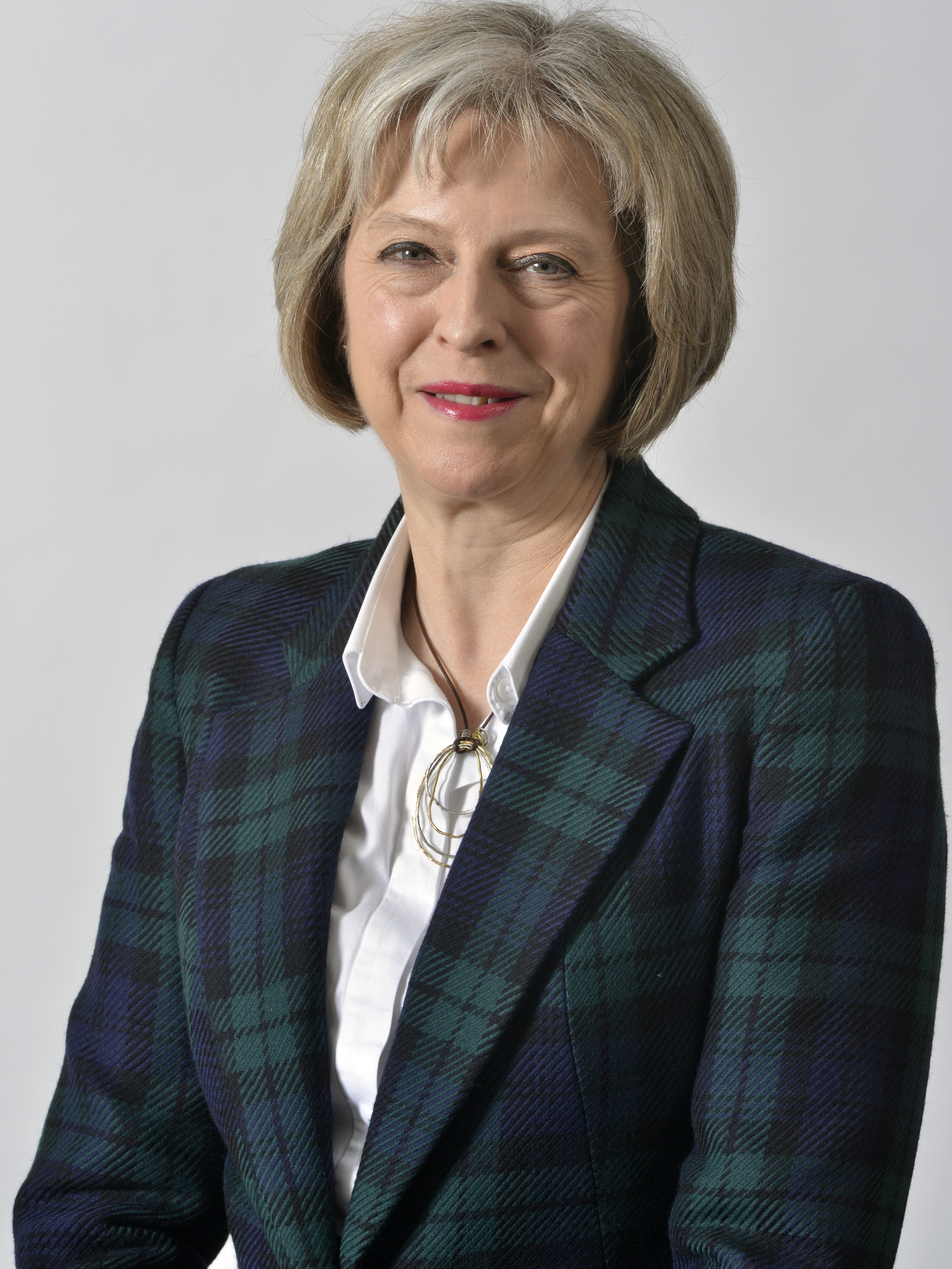
Theresa May (2015)

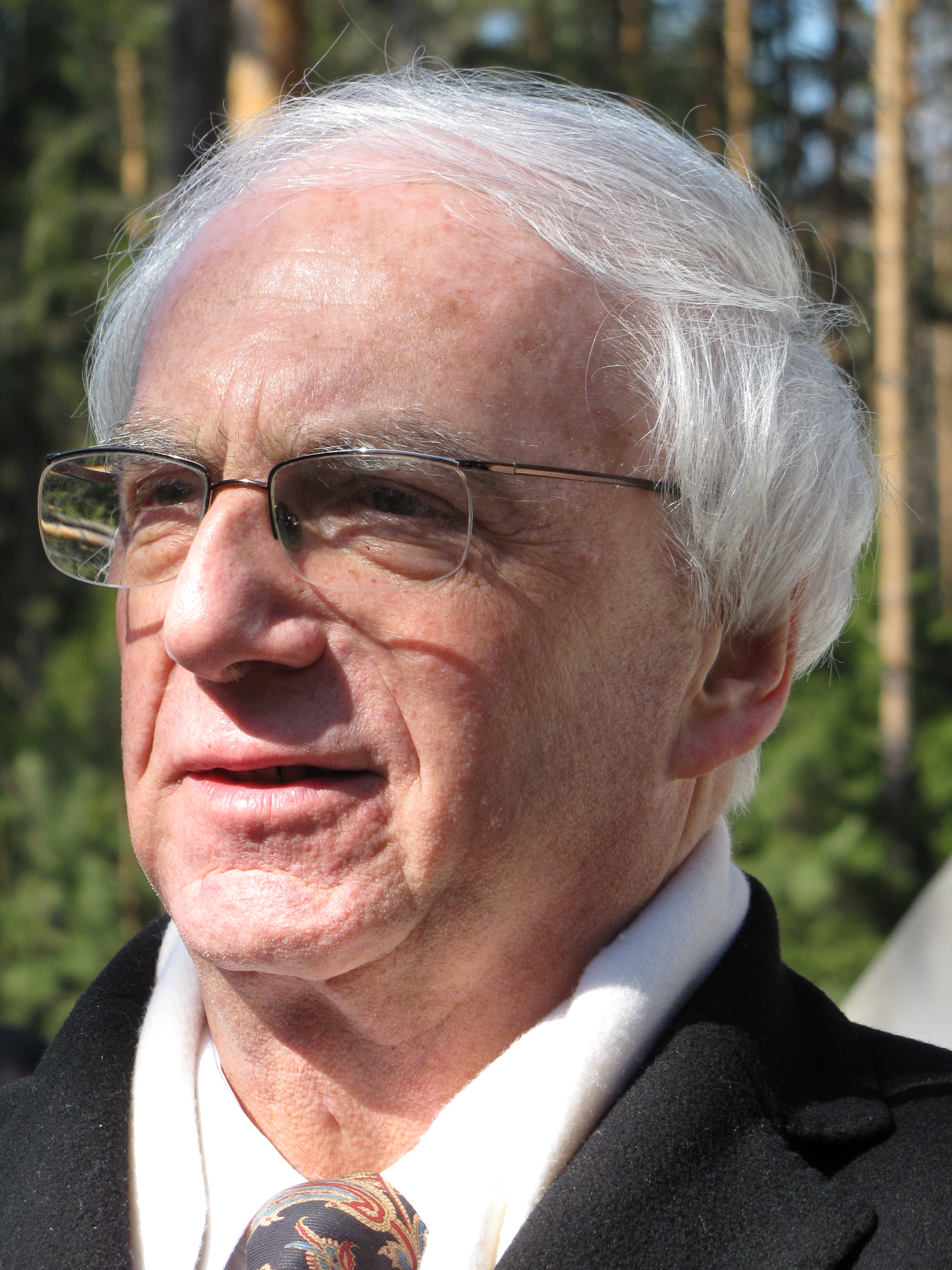
Jerzy Bahr (2009)

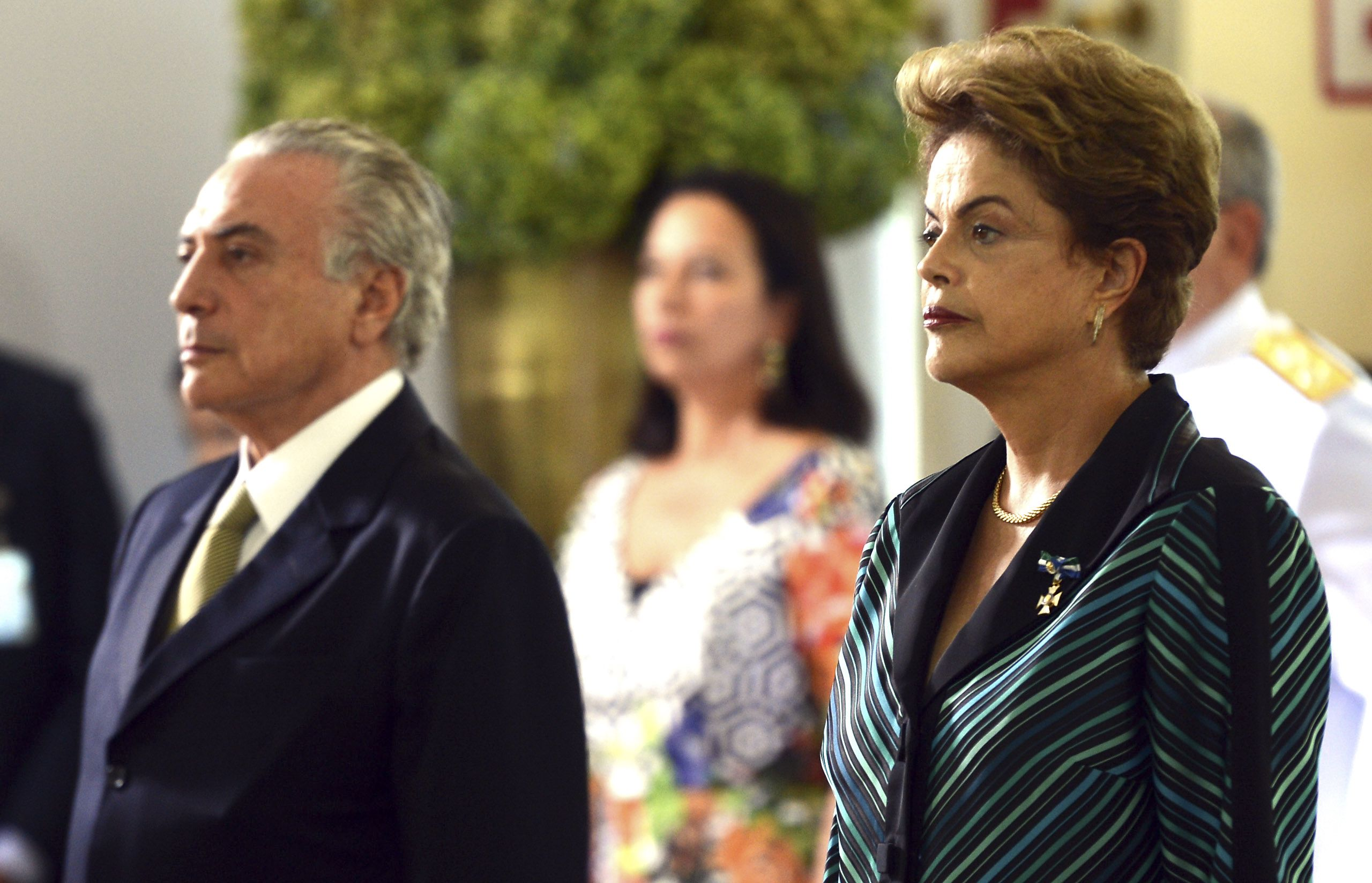
Michel Temer i Dilma Rousseff (2015)

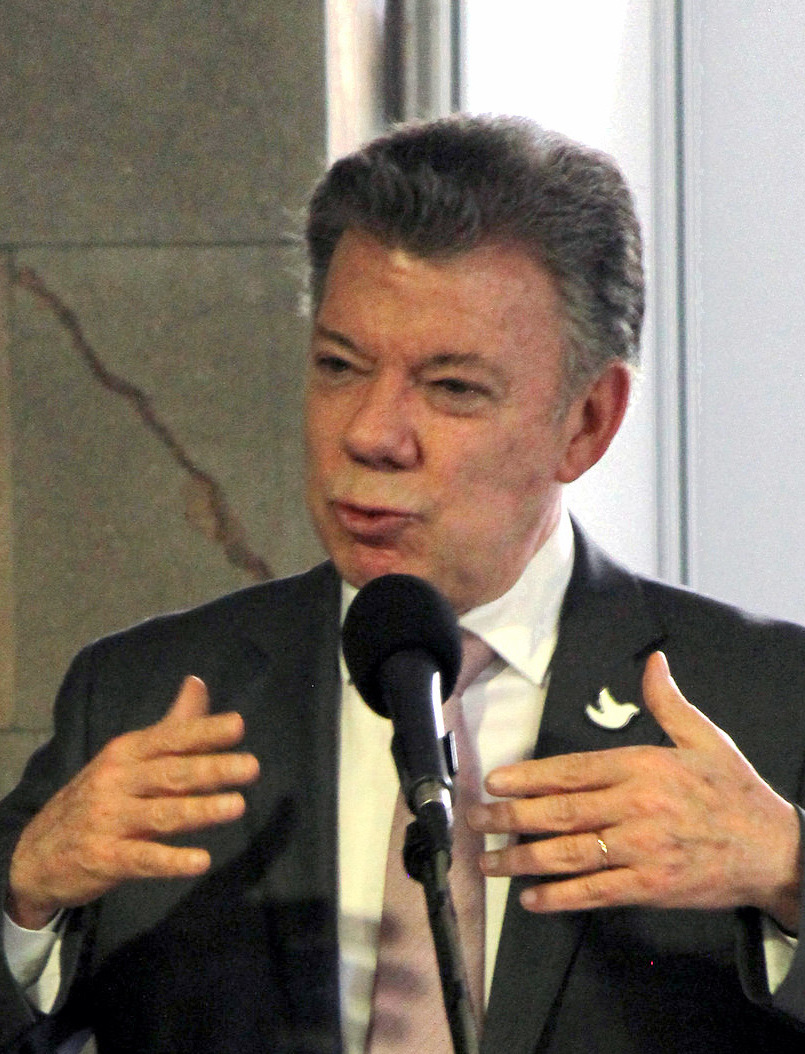
Juan Manuel Santos

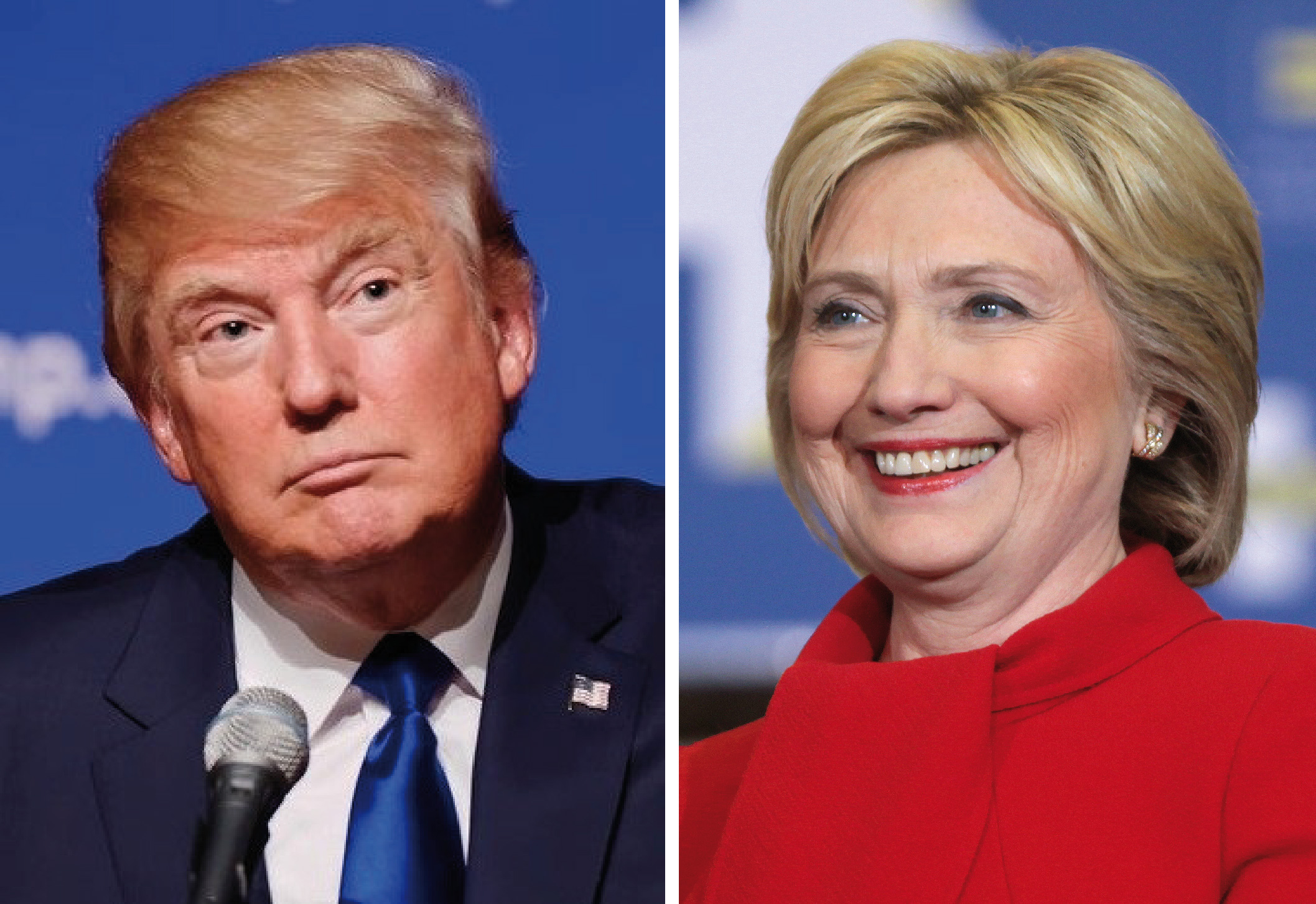
Donald Trump i Hillary Clinton

Wydarzenia polityczne w 2016 roku.

## Styczeń
- 7 stycznia – prezydent Polski Andrzej Duda podpisał nowelizację ustawy o radiofonii i telewizji z 30 grudnia 2015 roku[1].

## Marzec
- 18 marca – Unia Europejska i Turcja podpisały porozumienie, zgodnie z którym Turcja miała przyjąć z powrotem wszystkich imigrantów, którzy dostali się nielegalnie do Grecji, a Unia Europejska przesiedli z Turcji syryjskich uchodźców[2].
- 31 marca – zmarł Hans-Dietrich Genscher, niemiecki polityk, minister spraw zagranicznych[3].

## Kwiecień
- 1 kwietnia – wszedł w życie program Rodzina 500 plus[1].
- 3 kwietnia – wybuchła afera Panama Papers. W wyniku śledztwa dziennikarskiego ujawniono dane z panamskiej kancelarii prawnej Mossack Fonseca, wyspecjalizowanej w zakładaniu i prowadzeniu fikcyjnych firm w rajach podatkowych[2].
- 5 kwietnia – zmarła Zyta Gilowska, ekonomistka, minister finansów oraz wicepremier w rządach Kazimierza Marcinkiewicza oraz Jarosława Kaczyńskiego[4].

## Maj
- 9 maja – Rodrigo Duterte wygrał wybory prezydenckie na Filipinach, zdobywając 39% głosów[5].
- 30 maja – Rodrigo Duterte został zaprzysiężony na 16. Prezydenta Filipin[6].

## Czerwiec
- 23 czerwca – w Wielkiej Brytanii odbyło się referendum dotyczące dalszego członkostwa państwa w Unii Europejskiej. Za Brexitem (opuszczeniem UE) zagłosowało 52% wyborców[2].

## Lipiec
- 7 lipca – weszła w życie ustawa o Radzie Mediów Narodowych[1].
- 8–9 lipca – w Warszawie odbył się szczyt NATO[1].
- 13 lipca – po ustąpieniu z urzędu Davida Camerona premierem Wielkiej Brytanii została Theresa May[7].
- 15/16 lipca – grupa tureckich wojskowych przeprowadziła nieudany zamach stanu w Turcji[2].
- 22 lipca – Sejm Polski uchwalił nową ustawę o Trybunale Konstytucyjnym opartą na propozycjach Prawa i Sprawiedliwości[1].
- 25 lipca – zmarł Jerzy Bahr, dyplomata[8].
- 26–31 lipca – w Krakowie odbyły się Światowe Dni Młodzieży 2016 z udziałem papieża Franciszka[9].

## Sierpień
- 31 sierpnia – zakończył się proces impeachmentu Dilmy Rousseff, prezydent Brazylii skutkujący odwołaniem prezydent ze stanowiska. Nowym prezydentem został dotychczasowy wiceprezydent Michel Temer[10].

## Październik
- 7 października – Pokojową Nagrodę Nobla otrzymał Juan Manuel Santos[11].

## Listopad
- 8 listopada – mimo większej liczby głosujących na Hillary Clinton, dzięki głosom elektorskim wybory prezydenckie w Stanach Zjednoczonych wygrał Donald Trump[12].

## Grudzień
- 16 grudnia – w Polsce wybuchł kryzys sejmowy[1].
- 22 grudnia – siły Baszszara al-Asada odzyskały pełną kontrolę nad Aleppo, kończąc tym samym bitwę o to miasto[2].